# Copa 8 Naciones Sub-20
El Desafío Internacional Ciudad del Cabo es un torneo por invitaciones organizado por la Asociación Sudafricana de Fútbol y organizado en Ciudad del Cabo, Sudáfrica. El torneo no posee nombre oficial y es referido en ocasiones como Desafío Internacional Sub-20 de Ciudad del Cabo, y también como Desafío Internacional 8 Naciones de Fútbol Sub-20.
Los emparejamientos se dieron a conocer el día 16 de mayo. A su vez, la competencia solo estaba abierta para jugadores menores de 20 años.

## Primera fase

### Grupo A
| Equipo    | Pts | PJ | PG | PE | PP | GF | GC | Dif |
| --------- | --- | -- | -- | -- | -- | -- | -- | --- |
| Argentina | 7   | 3  | 2  | 1  | 0  | 4  | 1  | 3   |
| Sudáfrica | 6   | 3  | 2  | 0  | 1  | 4  | 3  | 1   |
| Ghana     | 4   | 3  | 1  | 1  | 1  | 3  | 4  | -1  |
| Nigeria   | 0   | 3  | 0  | 0  | 3  | 2  | 5  | -3  |

| 25 de mayo de 2012, 18:00 | Sudáfrica | 1 - 3 | Argentina | Athlone Stadium, Ciudad del Cabo |  |

| 25 de mayo de 2012, 20:30 | Ghana | 3 - 2 | Nigeria | Athlone Stadium, Ciudad del Cabo |  |

| 27 de mayo de 2012, 14:00 | Sudáfrica | 2 - 0 | Ghana | Cape Town Stadium, Ciudad del Cabo |  |

| 27 de mayo de 2012, 16:30 | Argentina | 1 - 0 | Nigeria | Cape Town Stadium, Ciudad del Cabo |  |

| 29 de mayo de 2012, 18:00 | Sudáfrica | 1 - 0 | Nigeria | Athlone Stadium, Ciudad del Cabo |  |

| 29 de mayo de 2012, 20:30 | Argentina | 0 - 0 | Ghana | Athlone Stadium, Ciudad del Cabo |  |

### Grupo B
| Equipo  | Pts | PJ | PG | PE | PP | GF | GC | Dif |
| ------- | --- | -- | -- | -- | -- | -- | -- | --- |
| Brasil  | 9   | 3  | 3  | 0  | 0  | 9  | 1  | 8   |
| Japón   | 6   | 3  | 2  | 0  | 1  | 6  | 5  | 1   |
| Camerún | 3   | 3  | 1  | 0  | 2  | 3  | 3  | 0   |
| Kenia   | 0   | 3  | 0  | 0  | 3  | 0  | 9  | -9  |

| 26 de mayo de 2012, 14:00 | Kenia | 0 - 3 | Japón | Cape Town Stadium, Ciudad del Cabo |  |

| 26 de mayo de 2012, 16:30 | Brasil | 1 - 0 | Camerún | Cape Town Stadium, Ciudad del Cabo |  |

| 28 de mayo de 2012, 18:00 | Brasil | 4 - 0 | Kenia | Cape Town Stadium, Ciudad del Cabo |  |

| 28 de mayo de 2012, 20:30 | Camerún | 1 - 2 | Japón | Cape Town Stadium, Ciudad del Cabo |  |

| 30 de mayo de 2012, 18:00 | Brasil | 4 - 1 | Japón | Athlone Stadium, Ciudad del Cabo |  |

| 30 de mayo de 2012, 20:30 | Camerún | 2 - 0 | Kenia | Athlone Stadium, Ciudad del Cabo |  |

## Segunda fase
|  | Semifinales                 | Semifinales                 |   |                               | Final                         | Final |  |
|  |                             |                             |   |                               |                               |       |  |
|  |                             |                             |   |                               |                               |       |  |
|  | Athlone Stadium, 1 de junio |                             |   |                               |                               |       |  |
|  | Argentina                   | 1                           |   |                               |                               |       |  |
|  | Japón                       | 0                           |   |                               |                               |       |  |
|  |                             |                             |   |                               |                               |       |  |
|  |                             |                             |   |                               | Cape Town Stadium, 3 de junio |       |  |
|  |                             |                             |   |                               | Argentina                     | 0     |  |
|  |                             | Brasil (t. s.)              | 2 |                               |                               |       |  |
|  |                             |                             |   |                               |                               |       |  |
|  |                             |                             |   |                               |                               |       |  |
|  |                             |                             |   |                               | Tercer lugar                  |       |  |
|  | Athlone Stadium, 1 de junio | Athlone Stadium, 1 de junio |   | Cape Town Stadium, 3 de junio | Cape Town Stadium, 3 de junio |       |  |
|  | Brasil                      | 2 (4)                       |   | Japón                         | 1 (6)                         |       |  |
|  | Sudáfrica                   | 2 (3)                       |   |                               | Sudáfrica                     | 1 (7) |  |

#### Semifinales
| 1 de junio de 2012 18:00 | Argentina | 1 - 0 | Japón | Athlone Stadium, Ciudad del Cabo |  |

| 1 de junio de 2012 20:30 | Brasil | 2 - 2 (4:3 p.) | Sudáfrica | Athlone Stadium, Ciudad del Cabo |  |

#### Tercer lugar
| 3 de junio de 2012 14:00 | Sudáfrica | 1 - 1 (7:6 p.) | Japón | Cape Town Stadium, Ciudad del Cabo |  |

#### Final
| 3 de junio de 2012 16:30 | Argentina | 0 - 2 (t. s.) | Brasil | Cape Town Stadium, Ciudad del Cabo |  |

|                |
| Brasil         |
| Campeón Brasil |